# اریکیم
اریکیم (به هلندی: Erichem) یک منطقهٔ مسکونی در هلند است که در بورن (هلند) واقع شده‌است. اریکیم ۴۲۰ نفر جمعیت دارد.